# Sant Joan de Nai
Saint-Jean-de-Nay és un municipi francès situat al departament de l'Alt Loira i a la regió d'Alvèrnia-Roine-Alps. L'any 2007 tenia 400 habitants.

## Demografia

### Població
El 2007 la població de fet de Saint-Jean-de-Nay era de 400 persones. Hi havia 148 famílies de les quals 32 eren unipersonals (12 homes vivint sols i 20 dones vivint soles), 48 parelles sense fills, 52 parelles amb fills i 16 famílies monoparentals amb fills.
La població ha evolucionat segons el següent gràfic:
Habitants censats

### Habitatges
El 2007 hi havia 266 habitatges, 167 eren l'habitatge principal de la família, 52 eren segones residències i 48 estaven desocupats. 261 eren cases i 5 eren apartaments. Dels 167 habitatges principals, 151 estaven ocupats pels seus propietaris, 14 estaven llogats i ocupats pels llogaters i 2 estaven cedits a títol gratuït; 4 tenien dues cambres, 23 en tenien tres, 53 en tenien quatre i 87 en tenien cinc o més. 131 habitatges disposaven pel capbaix d'una plaça de pàrquing. A 61 habitatges hi havia un automòbil i a 84 n'hi havia dos o més.

### Piràmide de població
La piràmide de població per edats i sexe el 2009 era:
| Homes | Edats   | Dones |
| ----- | ------- | ----- |
| 0     | 95 o +  | 0     |
| 0     | 90 a 94 | 4     |
| 4     | 85 a 89 | 8     |
| 4     | 80 a 84 | 4     |
| 4     | 75 a 79 | 16    |
| 20    | 70 a 74 | 24    |
| 16    | 65 a 69 | 16    |
| 4     | 60 a 64 | 0     |
| 20    | 55 a 59 | 4     |
| 20    | 50 a 54 | 24    |
| 8     | 45 a 49 | 12    |
| 20    | 40 a 44 | 12    |
| 8     | 35 a 39 | 24    |
| 16    | 30 a 34 | 12    |
| 4     | 25 a 29 | 8     |
| 16    | 20 a 24 | 8     |
| 16    | 15 a 19 | 20    |
| 12    | 10 a 14 | 0     |
| 8     | 5 a 9   | 12    |
| 16    | 0 a 4   | 4     |

## Economia
El 2007 la població en edat de treballar era de 242 persones, 183 eren actives i 59 eren inactives. De les 183 persones actives 176 estaven ocupades (98 homes i 78 dones) i 7 estaven aturades (5 homes i 2 dones). De les 59 persones inactives 20 estaven jubilades, 21 estaven estudiant i 18 estaven classificades com a «altres inactius».

### Ingressos
El 2009 a Saint-Jean-de-Nay hi havia 159 unitats fiscals que integraven 379,5 persones, la mediana anual d'ingressos fiscals per persona era de 11.585 €.

### Activitats econòmiques
Dels 7 establiments que hi havia el 2007, 1 era d'una empresa alimentària, 1 d'una empresa de fabricació d'altres productes industrials, 1 d'una empresa de construcció, 1 d'una empresa de comerç i reparació d'automòbils, 2 d'empreses d'hostatgeria i restauració i 1 d'una empresa de serveis.
Dels 2 establiments de servei als particulars que hi havia el 2009, 1 era un taller de reparació d'automòbils i de material agrícola i 1 fusteria.
L'any 2000 a Saint-Jean-de-Nay hi havia 57 explotacions agrícoles que ocupaven un total de 2.400 hectàrees.

## Equipaments sanitaris i escolars
El 2009 hi havia una escola elemental.

## Poblacions més properes
El següent diagrama mostra les poblacions més properes.